# 高山村 (長野県)
高山村（たかやまむら）は、長野県の北東に位置する村。上信越高原国立公園が位置する地域であるとともに、景観法に基づく景観行政団体でもある。

## 地理
- 山: 万座山、笠ヶ岳、中倉山
- 河川: 松川

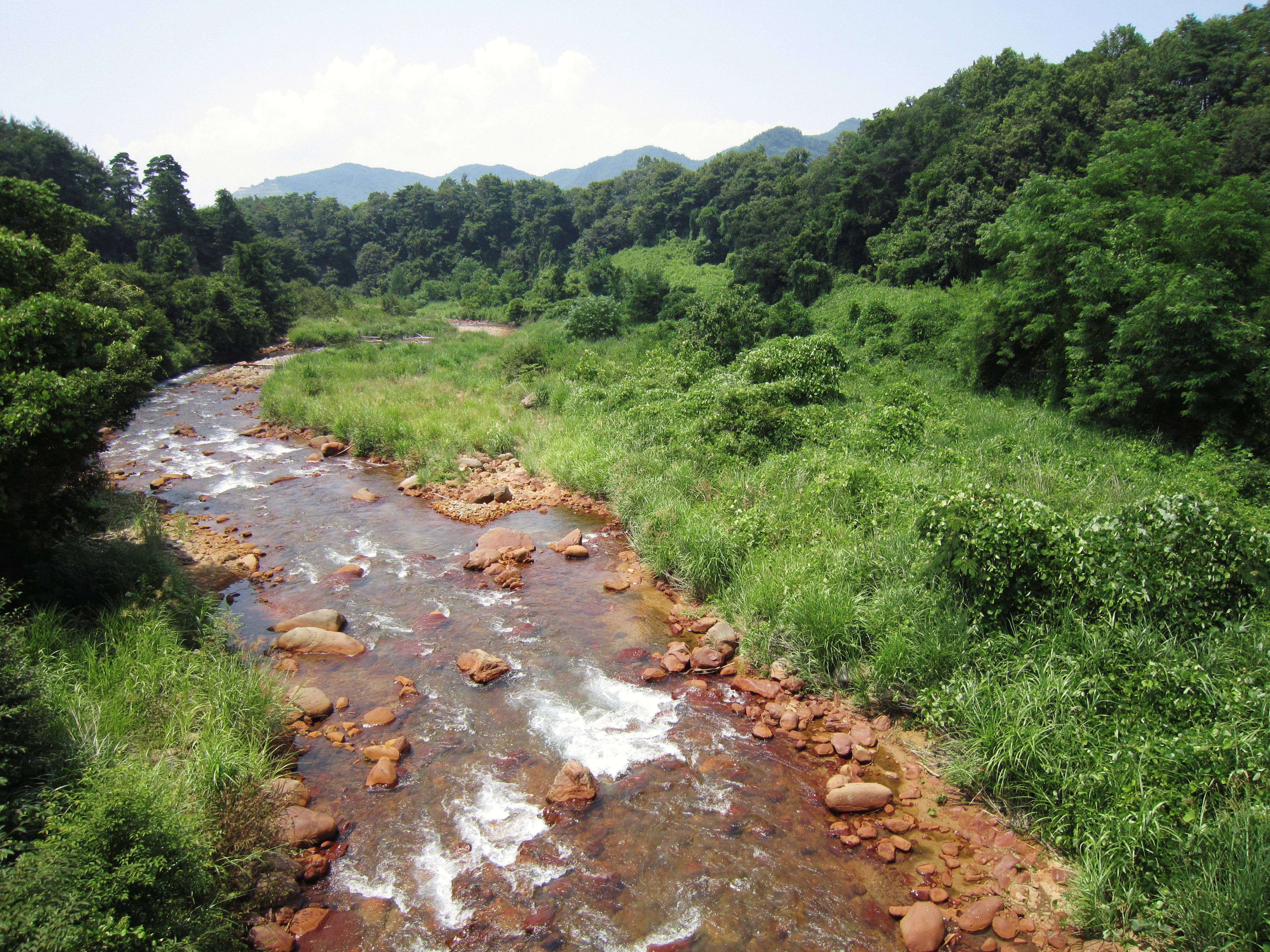
松川

### ユネスコエコパーク
- 高山村の一部は1980年に山ノ内町、草津町 、中之条町、嬬恋村とともにユネスコが実施する生物圏保存地域（国内呼称：ユネスコエコパーク）に志賀高原ユネスコパークとして指定された[2][3]。2013年9月4日、日本ユネスコ国内委員会は高山村と山ノ内町の全域を指定地域に拡張する推薦書をユネスコに提出することを決定した。2014（平成26）年6月12日、スウェーデンで開催されたユネスコ計画国際調整理事会において、移行拡張が決定され、高山村の全域がユネスコエコパークとして登録された[3]。
- 日本ユネスコ国内委員会では、推薦理由を「移行地域では、低山や扇状地、河岸段丘に、人工林や雑木林、農地、住宅地等が広がる。移行地域として拡張申請する長野県山ノ内町及び高山村は、いずれも景観法に基づく景観行政団体であり、日本の伝統的風景である里山や温泉街を残す景観を保全・活用する地域づくりに取り組んでいる。1982（昭和57）年から推進している環境保全型農業は、日本において先進的な取組として知られる。」としている。

### 隣接している自治体
- 長野県
  - 須坂市
  - 中野市
  - 上高井郡 : 小布施町
  - 下高井郡 : 山ノ内町
- 群馬県
  - 吾妻郡 : 草津町、嬬恋村、中之条町

## 歴史

### 旧石器時代
『長野県史』には、高山村の旧石器時代の遺跡として荒井原、紫、福井原の遺跡が掲載されている。

### 縄文時代
1960年（昭和35年）、樋沢川の上流で湯倉洞穴が発見され、この中から1万年前の縄文時代の土器、人骨が発見された。調査の結果、この遺跡は縄文時代、弥生時代、古墳時代、古代、中世、戦国時代に至る複合遺跡であることが判明した。この遺跡の存在により高山村には縄文時代の初めから人間が住んでいたことが証明された。高山村にある縄文遺跡は、村内各地にあり34ヶ所に及ぶ。

### 古墳時代
高山村には前期や中期の古墳は存在しないが、村内の遺跡からは4世紀につくられた土器が多数出土している。この時代、稲作農業はわずかで焼き畑や動植物の自然採取に生活の主体がおかれていたと考えられる。

### 奈良、平安時代
高山村には平安時代の遺跡が25ヶ所あり、そのうち5遺跡が古墳時代と重なる。奈良時代末に皇室の馬を飼育する御牧が各地におかれた。高山村にある「牧」「駒場」の地名もこれに関係する。

### 鎌倉、戦国時代
松川の南側は高井野郷、北側には山田郷があった。

### 江戸時代以降
- 1598年（慶長3年） - 北信濃が豊臣秀吉の直轄地、高井郡は田丸直昌領。
- 1616年（元和2年） - 徳川幕府領、高井野村堀之内に幕府代官・井上新左衛門が陣屋を構える。
- 1619年（元和5年） - 福島正則の支配地、高井野藩（館の跡地が現在の高井寺にある[4]）。
- 1638年（寛永15年） - 幕府領。
- 1661年（寛文元年） - 甲府藩領。
- 1703年（元禄16年） - 幕府領。
- 1761年（宝暦11年） - 石見浜田藩領（島根県）。
- 1792年（寛政4年） - 浜田藩領（島根県）。
- 1823年（文政6年） - 松代藩預地（天領）。
- 1827年（文政10年） - 浜田藩領富竹役所（長野市）の支配。
- 1837年（天保8年） - 幕府領。
- 1868年（明治元年） - 尾張取締所の支配。
- 1870年（明治3年） - 更級郡山田村から起こった松代騒動の煽りを受けた中野騒動は約2000人の一揆勢が当村に集結して始まった。
- 1871年（明治4年） - 長野県管轄。この時点で高井郡高井野村・黒部村・牧村・駒場村・中山田村・奥山田村の6村があった。
- 1875年（明治8年） - 駒場村・中山田村が合併して中山村となる。
- 1876年（明治9年） - 黒部村・高井野村が合併して高井村となる。
- 1879年（明治12年）1月4日 - 所属郡が上高井郡に変更。
- 1889年（明治22年）4月1日 - 市町村制施行。高井村・牧村の区域をもって高井村、中山村・奥山田村の区域をもって山田村が発足。
- 1956年（昭和31年）9月30日 - 高井村・山田村が合併して高山村が発足。

## 人口
| |                                        |  |
| 高山村と全国の年齢別人口分布（2005年） | 高山村の年齢・男女別人口分布（2005年） |  |
| ■紫色 ― 高山村 ■緑色 ― 日本全国 | ■青色 ― 男性 ■赤色 ― 女性              |  |
| 高山村（に相当する地域）の人口の推移 \| 1970年（昭和45年） \| 6,166人 \| \| \| 1975年（昭和50年） \| 6,507人 \| \| \| 1980年（昭和55年） \| 6,931人 \| \| \| 1985年（昭和60年） \| 7,308人 \| \| \| 1990年（平成2年） \| 7,342人 \| \| \| 1995年（平成7年） \| 7,773人 \| \| \| 2000年（平成12年） \| 7,776人 \| \| \| 2005年（平成17年） \| 7,654人 \| \| \| 2010年（平成22年） \| 7,563人 \| \| \| 2015年（平成27年） \| 7,033人 \| \| \| 2020年（令和2年） \| 6,617人 \| \| |                                        |  |
| 総務省統計局 国勢調査より |                                        |  |
| 1970年（昭和45年） | 6,166人                                |  |
| 1975年（昭和50年） | 6,507人                                |  |
| 1980年（昭和55年） | 6,931人                                |  |
| 1985年（昭和60年） | 7,308人                                |  |
| 1990年（平成2年） | 7,342人                                |  |
| 1995年（平成7年） | 7,773人                                |  |
| 2000年（平成12年） | 7,776人                                |  |
| 2005年（平成17年） | 7,654人                                |  |
| 2010年（平成22年） | 7,563人                                |  |
| 2015年（平成27年） | 7,033人                                |  |
| 2020年（令和2年） | 6,617人                                |  |

## 行政
- 村長：内山信行（2016年から（平成28年）1期目）
  - （前職)久保田勝士(2004年から2016年まで)

## 議会

### 長野県議会（須坂市上高井郡選挙区）
- 定数：2人
- 任期：2019年（平成31年）4月30日 - 2023年（令和5年）4月29日
- 小林君男（無所属）、堀内孝人（自由民主党）

### 衆議院
- 任期：2017年（平成29年）10月22日 - 2021年（令和3年）10月21日（「第48回衆議院議員総選挙」参照）

| 選挙区                                                                      | 議員名 | 党派名     | 当選回数 | 備考   |
| --------------------------------------------------------------------------- | ------ | ---------- | -------- | ------ |
| 長野県第1区（長野市、須坂市、中野市、飯山市、上高井郡、下高井郡、下水内郡） | 篠原孝 | 国民民主党 | 6        | 選挙区 |

## 地域

### 警察
- 須坂警察署管轄[5]

### 消防
- 常備消防事務を須坂市消防本部に委託し高山分署がおかれている。

## 経済

### 産業
- 農業、林業
- 観光業

## 教育

### 学校
- 高山村立高山小学校
- 高山村立高山中学校

### 学校以外の施設
- 一茶館「一茶ゆかりの里」（一茶の門人・庇護者であった久保田春耕から伝わる資料、離れ屋などが展示されている）。[6]
- 高山村立たかやま保育園

（高井保育園と山田保育園を統合し、平成20年度より設置）
- 聖徳保育園

## 交通

### 鉄道
村内を通る鉄道路線は無い。最寄り駅は、長野電鉄長野線須坂駅であり、路線バスが出ている。

### 道路
村内を通る高速道路は無い。また、国道292号「志賀草津道路」は山田峠附近で村内の地籍をごくわずかではあるが通過している。
県道
- 長野県道54号須坂中野線
- 長野県道66号豊野南志賀公園線
- 長野県道112号大前須坂線
- 長野県道342号宮村湯田中停車場線
- 長野県道351号山田温泉線
- 長野県道・群馬県道466号牧干俣線

### 路線バス
村内の巡回バス、及び須坂駅-山田温泉間を通る長電バスがある。小学校・中学校への登校に利用している児童も多い。

## 通信

### 郵便番号
- 高山村の住所表記は、1889年（明治22年）の町村制施行時の旧村名、高井村、牧村、中山村、奥山田村を大字（おおあざ）としている。一方、郵便番号は大字の下位の字（あざ）により付されている。このため、郵便番号検索から得られる住所は正式な住所と一致しない[注 1]。

## 名所・旧跡・観光スポット・祭事・催事
- 信州高山温泉郷
  - 山田温泉
  - 五色温泉
  - 七味温泉
  - 奥山田温泉（山田牧場）
  - 松川渓谷温泉
  - YOU游ランド
  - 蕨温泉
  - 子安温泉

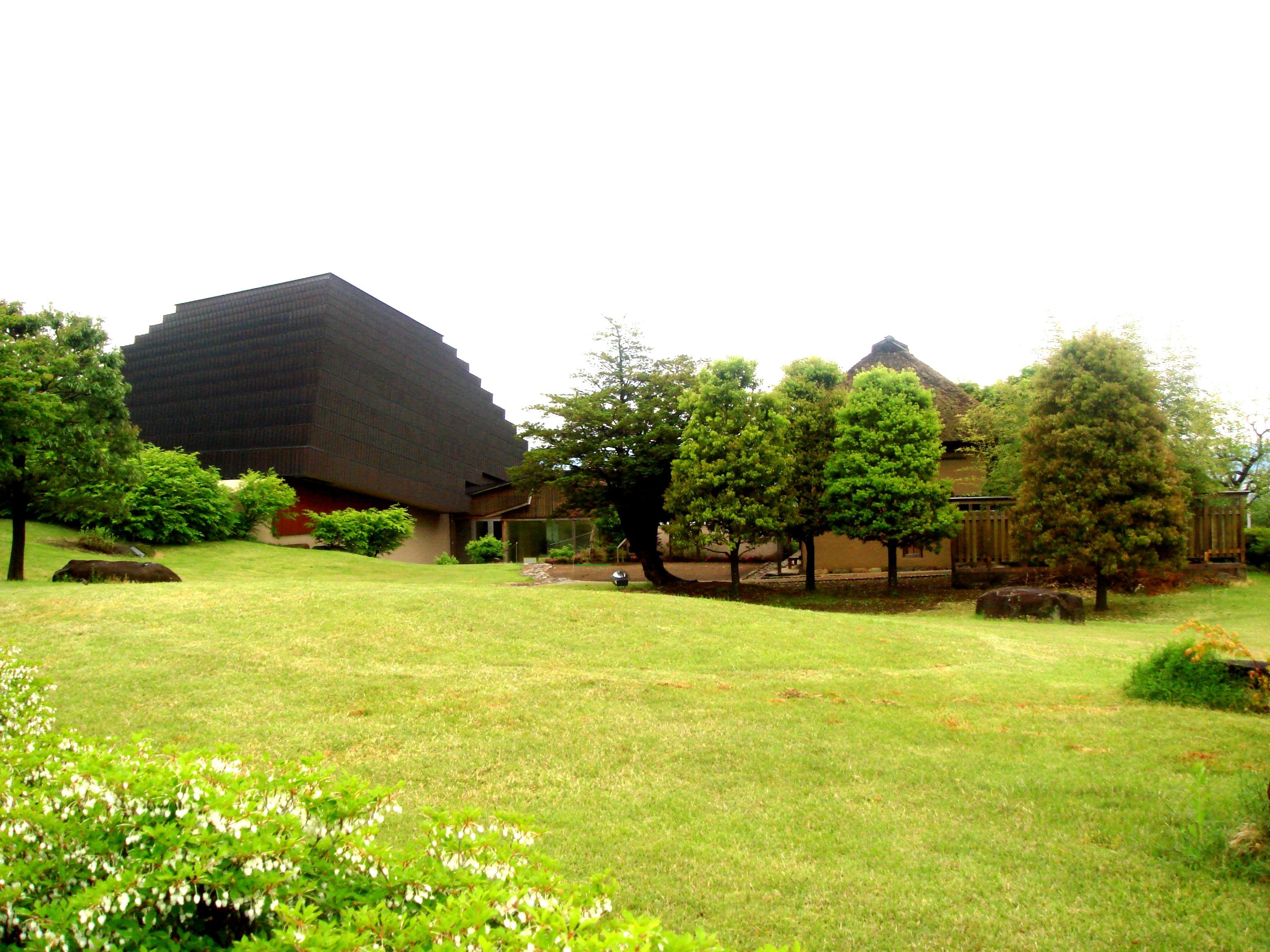
一茶ゆかりの里一茶館

- 山田温泉スキー場（山田温泉キッズスノーパーク）
- 山田牧場スキー場（YAMABOKUワイルドスノーパーク）
- 松川渓谷
- 雷滝
- 八滝
- 高山村五大桜 シダレザクラ（枝垂れ桜）（村内各地）
- 福島正則屋敷跡
- 謙信道
- 一茶ゆかりの里 一茶館

## 出身、関係有名人
- 福島正則（大名、高山村は正則終焉の地）1561-1624
- 久保田兎園（大地主、俳人）1722-1821
- 亀原和太四郎（宮大工）1744-1818
- 小林一茶（俳諧師、高山村には一茶の門人が多数いた。）1763-1828
- 久保田春耕（一茶の門人）1774-1850
- 本多恵隆（徳正寺の僧侶、大谷探検隊の一員）1876-1944
- 亀原嘉明（美術監督、映画プロデューサー）1891-1933
- 宮島義勇（撮影監督）1909-1998
- 古川雄大（俳優）
- 勇翔 （BOYS AND MEN）
- 青木空夢  (俳優)